# Illustrationes Florae Novae Hollandiae
Illustrationes Floræ Novæ Hollandiæ — книга, опубликованная в 1813 году иллюстратором Фердинандом Бауэром.
Бауэр был научным иллюстратором на корабле Investigator во время исследования Австралии Мэтью Флиндерсом, и в этой должности Бауэр тесно сотрудничал с натуралистом экспедиции Робертом Броуном. Когда они вернулись в 1805 году в Британию, с собой привезли тысячи видов растений и сотни эскизов. Первоначально они планировали опубликовать масштабную работу, озаглавленную как «Illustrationes florae Novae Hollandiae», но это у них не получилось, и Броун решил опубликовать свои научные работы отдельно, в Трудах Лондонского Линнеевского общества (англ. Transactions of the Linnean Society of London), а также и в собственной работе «Prodromus Florae Novae Hollandiae et Insulae Van Diemen». Бауэр сделал небольшую работу — текст книги состоял из краткого предисловия и нескольких комментариев от автора.
Бауэр не только сделал все иллюстрации, но и выгравировал растения, а также вручную раскрасил их. Для того времени выполнить эти три роли одному художнику было чрезвычайно необычно. Хелен Хьюсон отмечала, что Бауэр делал всё это сам, так как он не смог найти хорошего гравёра, а его предыдущие произведения были плохи именно из-за непрофессионального гравирования.
В 1997 году копия книги была продана на аукционе Кристис за 57 000 долларов США.

## Иллюстрации

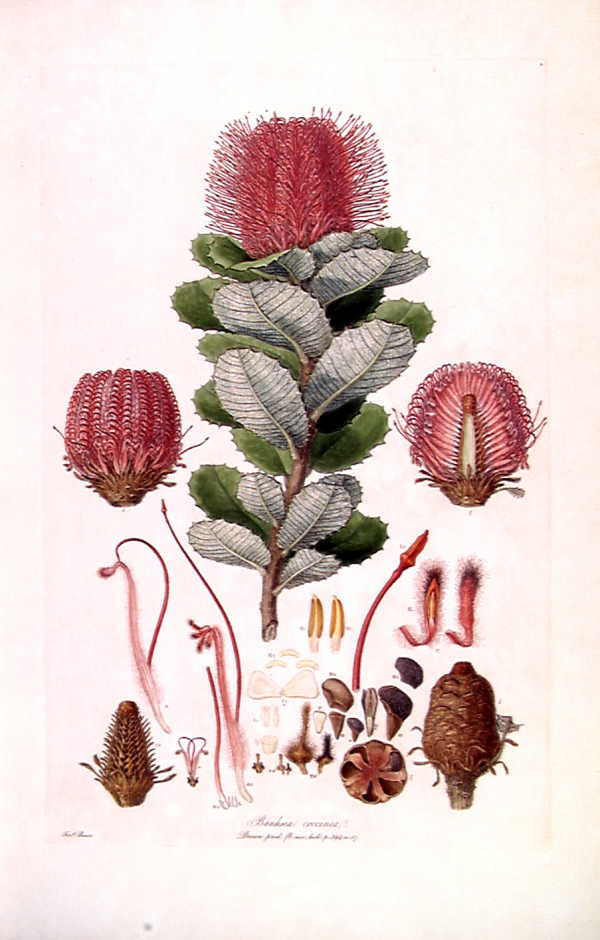
Banksia coccinea
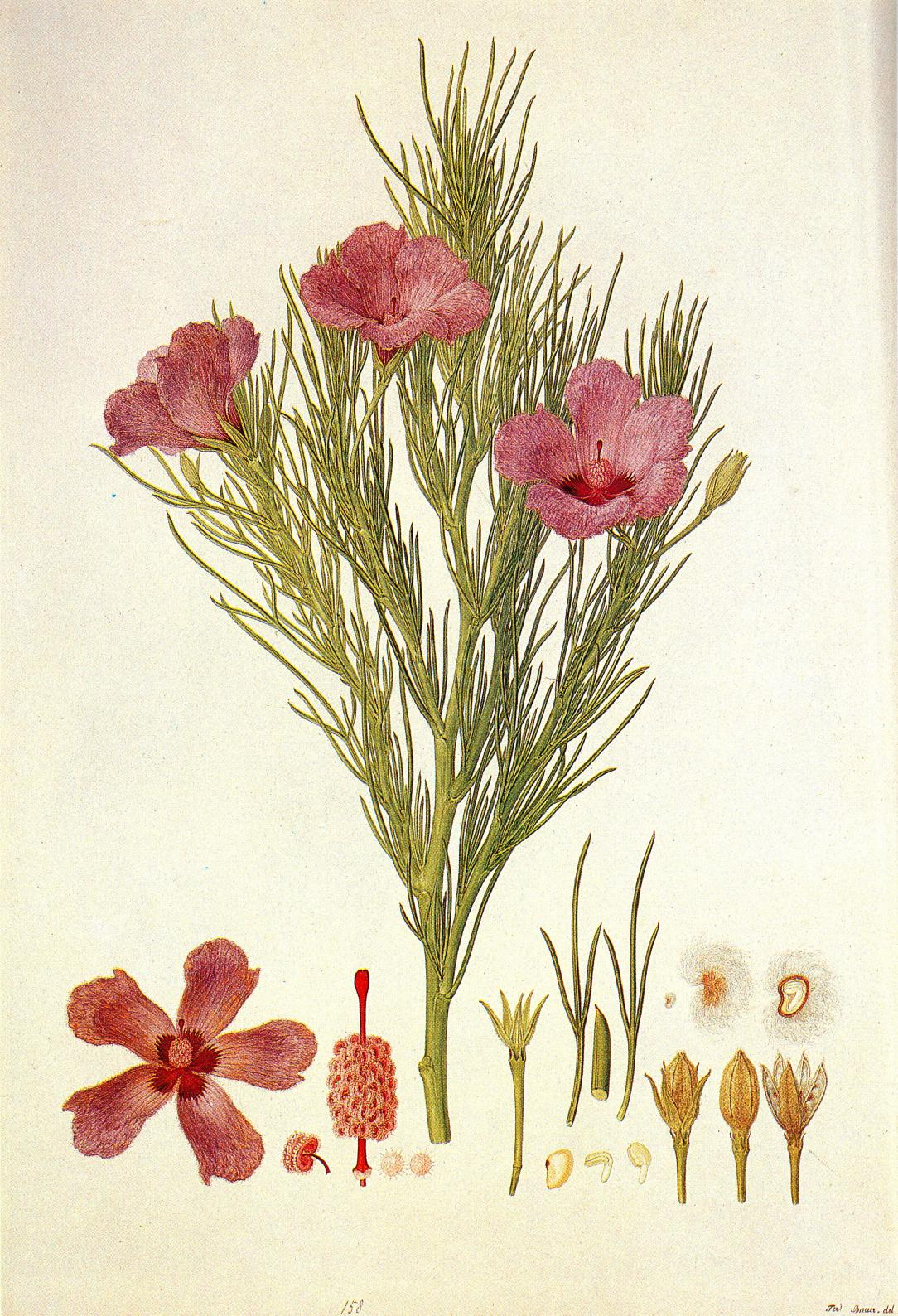
Alyogyne hakeifolia
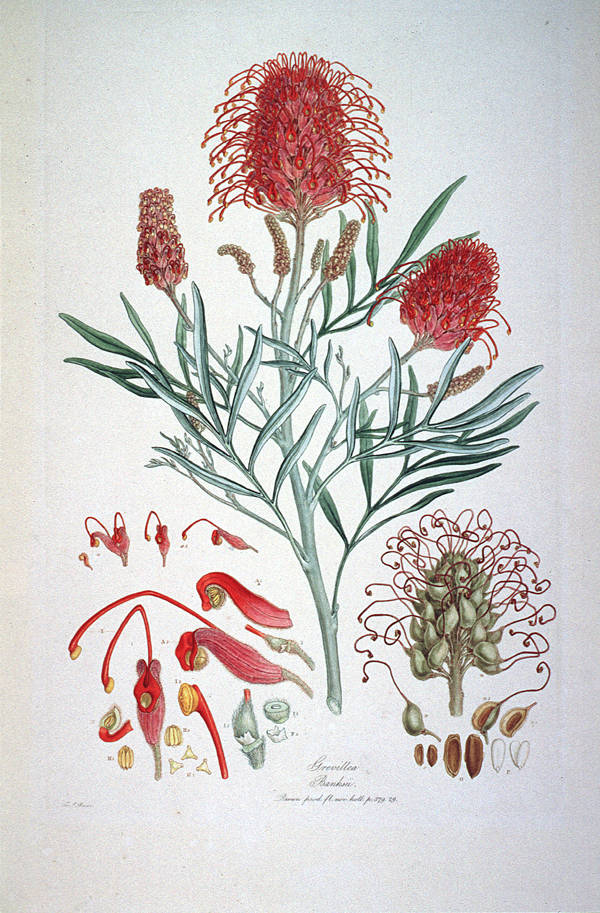
Grevillea banksii
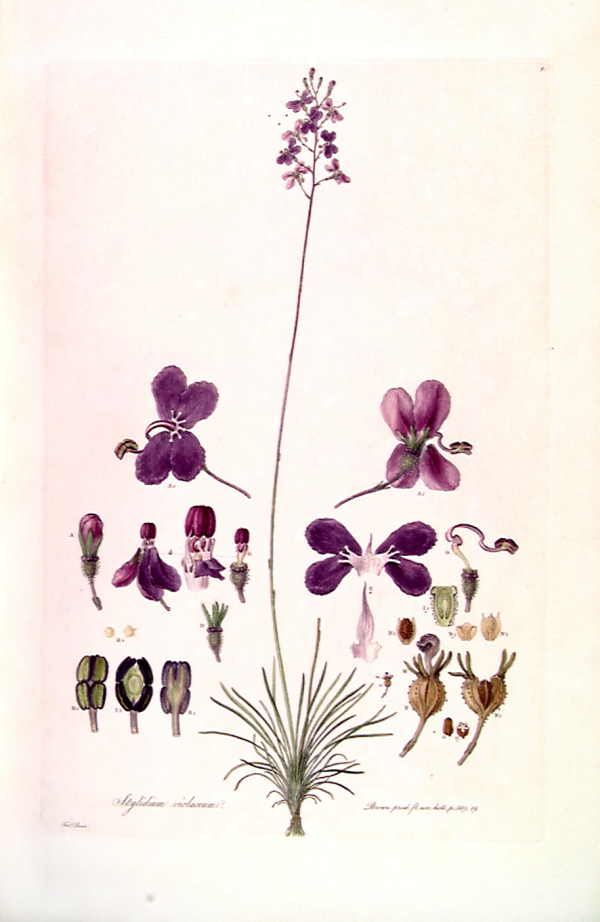
Stylidium violaceum
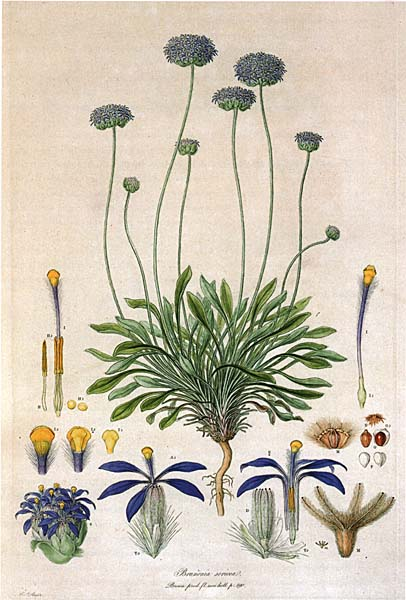
Brunonia australis
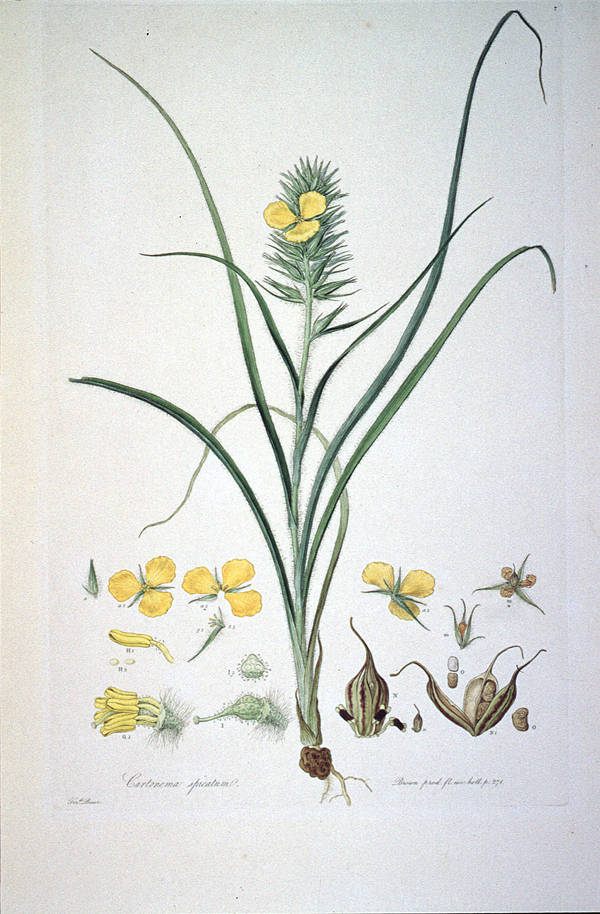
Cartonema spicatum
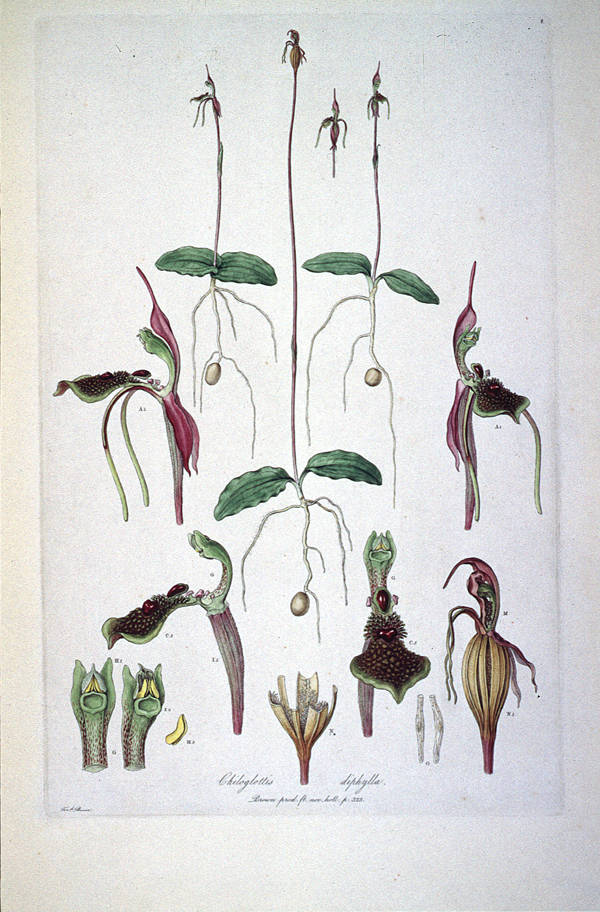
Chloanthes stoechadis
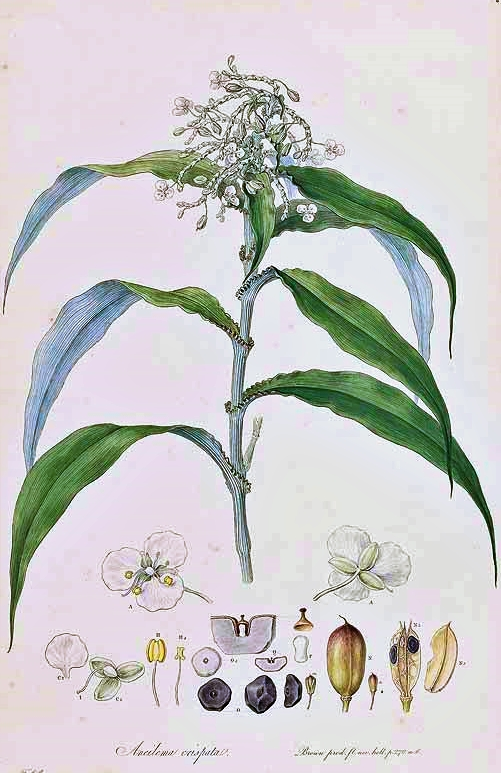
Aneilema crispata